# Свети Атанасий (Ковачево)
Вижте пояснителната страница за други значения на Свети Атанасий.
„Свети Атанасий“ е възрожденска църква в светиврачкото село Ковачево, България, част от Неврокопската епархия. Обявена е за паметник на културата.

## История и архитектура
Църквата е построена в края на XVIII – началото на XIX век. Градежът започва в първата половина на XVII век на една височина в южната част на селото, на мястото на старо светилище. Реконструирана е през 1786 година. В архитектурно отношение е трикорабна псевдобазилика с неиздадена апсида на изток, женска църква и открит трем на запад и юг. Югоизточната част на храма е вкопана. Църквата е обновена в 1837 година като е пристроена и училищна сграда. Според Георги Стрезов в 1891 година в църквата се чете на гръцки. В 1919 е на храма е добавен купол.

## Интериор
Женската църква е отделена от наоса с дървена решетка. Таваните са дъсчени, като този на средния от трите кораба е касетиран и украсен с апликирани розети. Корабите са разделени с два реда колони. Над колонадата на централния кораб има стенописи – шест медальона с пророци и евангелисти. Иконостасът е изрисуван и е частично резбован по венчилката с плоска резба. При ремонта в 1837 година са включени две иконни поредици, част от по-стари иконостаси. Първата „Свети Атанасий“, „Богородица с Младенеца“, „Исус Вседържител“ (1835) и „Йоан Предтеча“ е на добре образован и талантлив зограф и е типична за пищния стил на Мелнишкото художествено средище. Втората поредица е „Свети Харалампий“ (1815), „Свети Спиридон“, „Свети Димитър“, „Свети Атанасий“, „Свети Георги“, „Свети Никола“, „Пророк Илия“, „Христос Вседържител“ – е от талантлив майстор с индивидуален почерк. Всички икони са с български надписи. С голяма художествена стойност са и няколко свободно стоящи икони – „Христос Вседържител“ от края на XVII – началото на XVIII век, „Архагел Михаил“ и „Свети Йоан Предтеча“ от XIX век, няколко триптиха, празничната икона „Благовещение“ и примитивите „Възкресение“ и „Благовещение“. От храма произхожда едно седефено надпрестолно разпятие, експонирано в „Свети Николай Чудотворец“ в Мелник, и ценна църковна утвар.